# Station Gorlice
Station Gorlice is een spoorwegstation in de Poolse plaats Gorlice.